# 12339 Carloo
12339 Carloo (1992 YW1) là một tiểu hành tinh vành đai chính được phát hiện ngày 18 tháng 12 năm 1992 bởi E. W. Elst ở Caussols.